# Atua
Atua são os deuses e espíritos dos povos polinésios, como os maori ou os havaianos. A palavra polinésia significa literalmente poder ou força e, portanto, o conceito é semelhante ao de mana. Hoje, também é usado para a concepção monoteísta de Deus. Atos especialmente poderosos incluem:
- Rongo – deus da agricultura e da paz
- Tane – o criador de todos os seres vivos, como animais, pássaros e árvores
- Tangaroa – deus do mar
- Tu – o deus da guerra
- Whiro – deus das trevas e do mal

Na Samoa, onde atua significa "deus" na língua samoana, a tatuagem tradicional era baseada na doutrina dos espíritos tutelares. Há também um distrito na ilha de Upolu, em Samoa, chamado Atua.
Em outras culturas austronésias, os cognatos das ações incluem o aitu polinésio, o aniti micronesiano, o bunun hanitu, o filipino e o tao anito, e o hantu ou antu da Malásia e da Indonésia.
A palavra Atua também é mencionada pela personagem Angie Yonaga, do jogo Danganronpa V3: Killing Harmony, como deusa que ela venerava.